# Liponematidae
Famille
Les Liponematidae sont une famille d'anémones de mer de l'ordre des Actiniaria.

## Liste des genres
Selon World Register of Marine Species (9 février 2019) :
- genre Aulorchis Hertwig, 1888
- genre Liponema Hertwig, 1888

## Publication originale
- Hertwig, 1882 : Report on the Actiniaria dredged by H.M.S. Challenger during the years 1873-1876 : supplement. The Voyage of the H.M.S. Challenger - Zoology, pp. 1-71 (texte intégral) (en).